# San Firmino (Revello)
San Firmino è una frazione del comune di Revello, in provincia di Cuneo, facente parte del parco fluviale del Po

## Chiesa di San Firmino
La chiesa parrocchiale di San Firmino, il cui attuale edificio edificato sul precedente risale all'inizio del XX secolo, è caratterizzata da una navata unica con una piccola cappella battesimale sul fondo e un transetto di fianco all'altare; sulla parte posteriore della sagrestia è presente il campanile. La chiesa preesistente venne edificata dai monaci dell'abbazia di Pagno da cui dipese fin dall'VIII secolo, costruita sulle rovine di un antico tempio romano, di cui rimangono solo alcune rovine di colonne di fronte alla chiesa: nel 1888 e 1890, in un terreno adiacente alla chiesa, vennero ritrovate alla profondità di un metro diverse tombe ricoperte di lastre di pietra a secco, all'interno delle quali vi erano vasi di terra cotta, figurine e oggetti di vetro.

## Carsismo del fiume Po
Il fenomeno del carsismo del fiume Po nei pressi del Forum Vibii era già conosciuto nell'antichità, descritto da Plinio il vecchio Nel tratto tra Sanfront e Revello, infatti, le acque del Po confluiscono in gran parte in diversi canali di derivazione, riducendo la portata fluviale a circa la metà; peraltro l'acqua residua, infiltrandosi sotto il greto ghiaioso, scompare lasciando l'alveo asciutto per circa 3.800 metri soprattutto nella stagione estiva, iniziando a riaffiorare nella località detta di San Firmino da alcune fonti risorgive (situate nei fondi Laurentia e Paracollo) fino alla confluenza con il torrente Bronda. In tale area è stata istituira l'area naturale protetta della "Confluenza Po-Bronda", anche classificata come Zona Speciale di Conservazione (ZSP IT1160009).